# Operation BO
1941

Thailand – Malaiische Halbinsel – Pearl Harbor – Hongkong – Philippinen – Guam – Wake – Force Z – Borneo
1942

Burma – Rabaul – Singapur – Sumatra – Timor – Australien – Java – Salamaua–Lae – Bougainville/Buka – Shortland-Inseln – Indischer Ozean – Port Moresby – Tulagi – Korallenmeer – Midway – Nordamerika – Buna-Gona – Kokoda-Track – Nauru/Ocean Island
Die Operation BO war die Invasion der Inseln Bougainville und Buka in den Nördlichen Salomonen durch die Kaiserlich Japanische Armee ab dem 30. März 1942 während des Pazifikkriegs im Zweiten Weltkrieg.

## Die Situation der Australier
Nachdem die Japaner am 7. Dezember 1941 die Invasion Südostasiens begonnen und Pearl Harbor überfallen hatten, ordnete die australische Regierung am 12. Dezember die Evakuierung aller Frauen und Kinder auf Bougainville nach Australien an. Krankenschwestern und Missionare konnten freiwillig im Land bleiben, was auch viele taten.

### Buka
Die Anordnung betraf auch Buka, von wo am 19. Dezember der Schoner Asakaze die Evakuierten nach Rabaul brachte. Von dort wurden sie nach Australien ausgeschifft.
Im September wurde das Buka-Flugfeld fertiggestellt und eine Abteilung der Australian Imperial Force (AIF) mit 25 Mann unter Leutnant J. M. Mackie übernahm die Verteidigung. In der Nähe des Flugfeldes gab es ein Lager mit Flugbenzin und 250 Pfund Bomben. Auf dem Flugfeld waren Maschinengewehre zur Abwehr aufgebaut worden. In Erwartung eines japanischen Angriffs war die Landebahn auch zur Sprengung vorbereitet. Ein australischer Küstenwächter der Organisation Ferdinand war auf Buka stationiert und hielt per Funk Verbindung mit der Kommandostelle in Rabaul.
Rabaul fiel am 23. Januar 1942 an die Japaner (→ Schlacht um Rabaul) und nur zwei Tage danach erschienen die ersten japanischen Aufklärungsflugzeuge über der Buka-Passage. Am folgenden Tag beschossen die australischen Truppen ein tieffliegendes japanisches Flugboot, das aber nur leicht beschädigt wurde. Den Japanern war aber nun klar, dass von Buka Widerstand drohte. Nach weiteren Tiefflugattacken brach auf Buka Panik aus und es kam in Buka-Stadt zu Plünderungen durch die einheimische Bevölkerung.

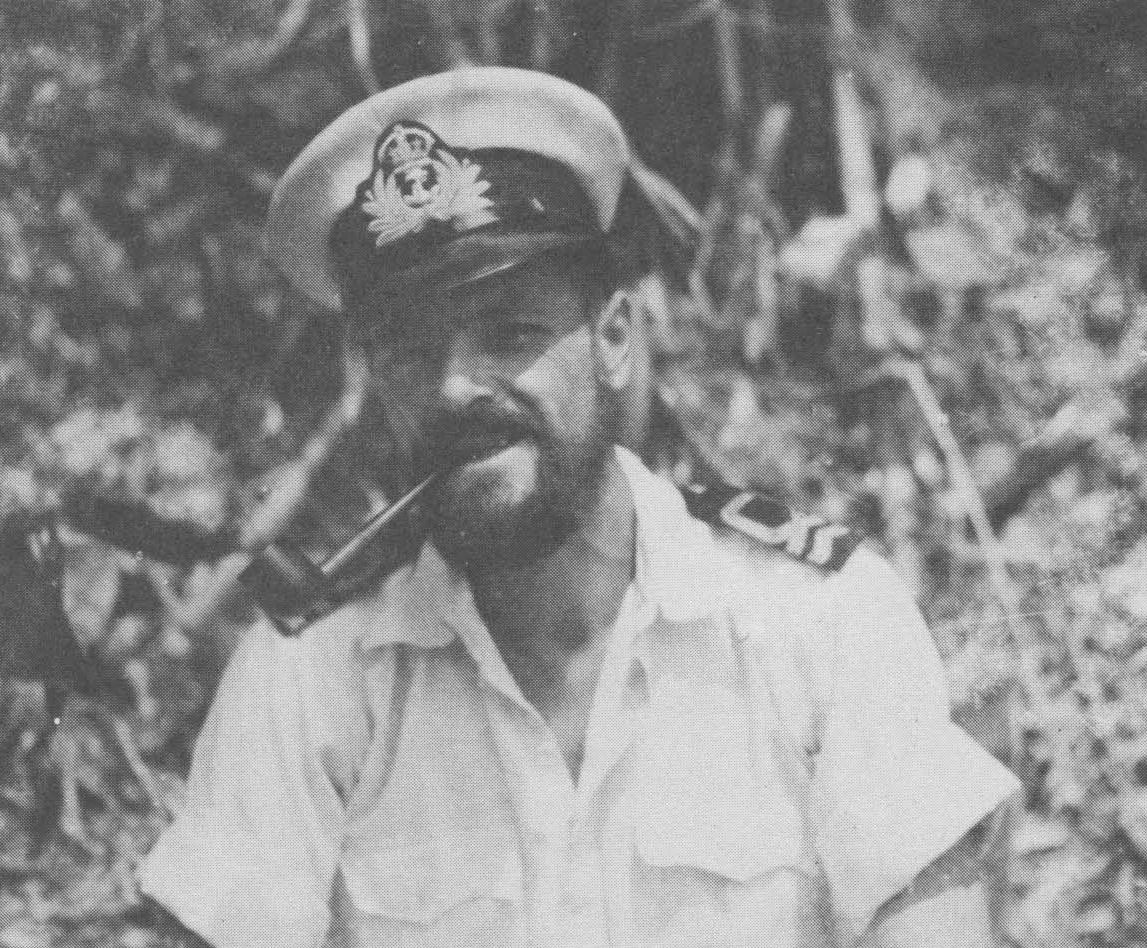
Jack Read, einer der Küstenwächter, der während des Feldzugs auf den Salomonen im Zweiten Weltkrieg im Norden von Bougainville stationiert war. Er sendete zahlreiche Warnungen vor japanischen Luftangriffen auf dem Weg von Rabaul nach Guadalcanal.

### Bougainville
Auf Bougainville gab es einen ausreichend großen Ankerplatz mit einer kleinen Ladestation zur Verladung von Kopra und in Buin, nahe dem südöstlichen Ende der Insel bei Kahili, eine Graslandebahn. Auch auf Bougainville blieben nach der Evakuierung zwei Küstenwächter auf der Insel, um japanische Angriffe gegen Guadalcanal und das dort befindliche Henderson Flugfeld frühzeitig zu melden.

## Die japanische Planung
Am 29. Januar 1942 befahl das japanische kaiserliche Hauptquartier Admiral Isoroku Yamamoto, die Besetzung von Lae und Salamaua auf Neuguinea (→ Operation SR) mit Folgemaßnahmen gegen Port Moresby und Tulagi in den Salomonen zu planen. Es war die letztere Operation, bei der die Japaner feste Pläne machten, Bougainville und Buka zu erobern. Ziel war es, einen Ankerplatz zu sichern, um die Operationen weiter östlich in den Salomonen zu unterstützen. Fünf Wochen nach Erteilung des Befehls brachen Seestreitkräfte von Rabaul aus auf, um Lae und Salamaua im Süden und den Hafen von Queen Carola auf der Insel Buka im Osten zu erobern.

## Die Landungen
Am 8. März erkundeten die Leichten Kreuzer Tatsuta und Tenryū der 18. Kreuzerdivision die Insel Buka.

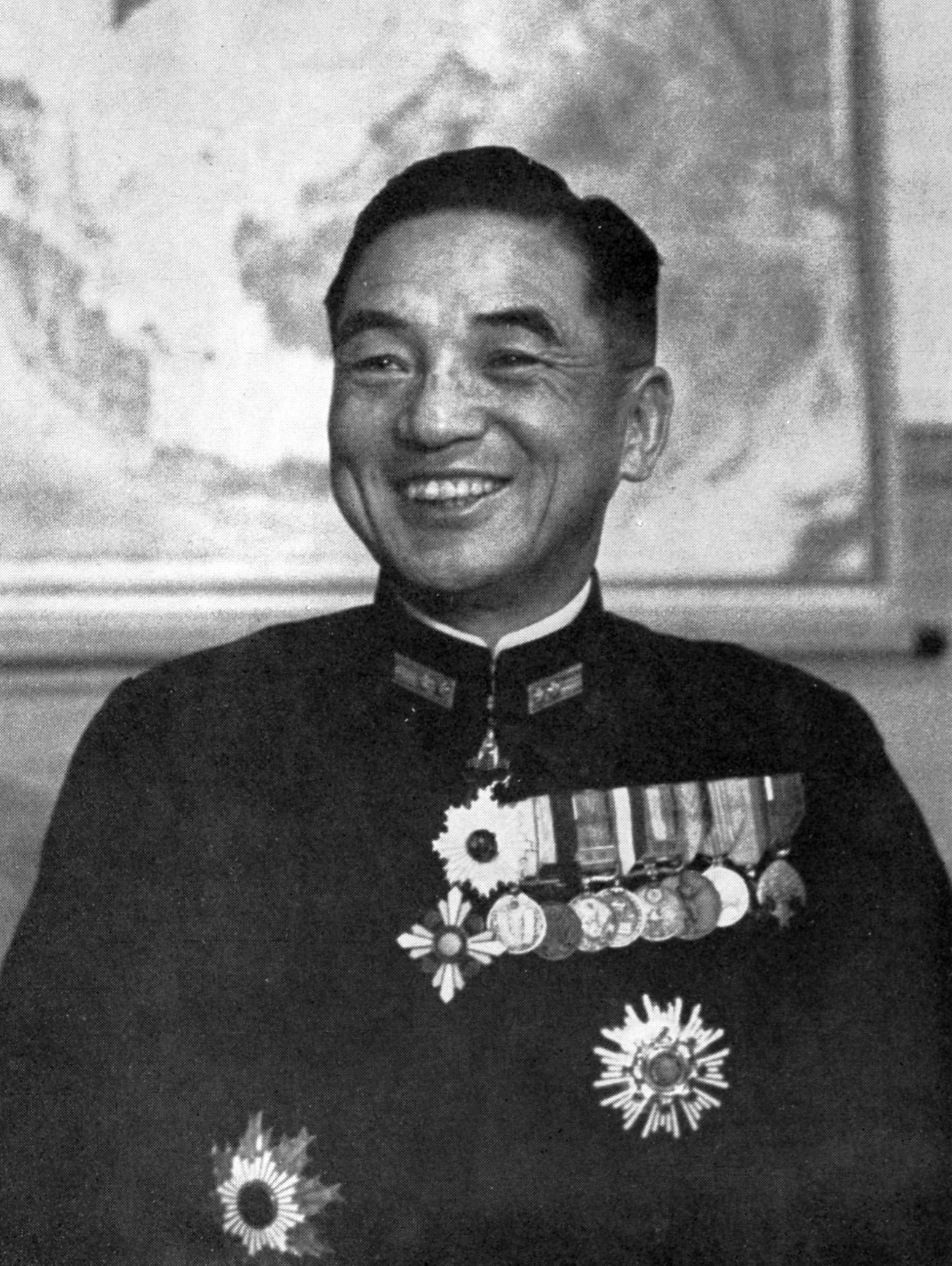
Konteradmiral Kanazawa Masao

Die japanischen Zerstörer Mochizuki, Mutsuki und Yayoi eskortierten ab dem 28. März die Bougainville-Invasionsstreitmacht unter dem Kommando von Konteradmiral Kanazawa Masao zusammen mit dem Munitionsschiff Soya (ehemals Volochaevets und dann Chiryo Maru), das die 8. Special Base Force trug mit zwei zusätzlichen Kanonenbooten in Richtung Bougainville.
Die Japaner landeten am 30. März 1942 in der Gegend um die Buka-Passage und nutzten den Flugplatz als nützlichen Außenposten für die Verteidigung von Rabaul und die südlichen Salomonen. Der Rest der Insel wurde nach und nach besetzt. Bis Mitte 1942 gab es auf Bougainville selten mehr als 50 Japaner. Kieta an der Nordostküste Bougainvilles beispielsweise wurde erst im Juli besetzt und von einer kleinen Abteilung für einige Wochen kontrolliert. Erst im Dezember kamen die Japaner wieder zurück. Für einen Großteil der Bevölkerung von Bougainville war die japanische Besetzung erst ab 1943 effektiv wirksam, als der Aufbau der japanischen Armee, Marine, Zivilisten und Hilfskräfte sein Maximum von 65.000 Mann erreichte.
Die Japaner unternahmen zunächst wenig Anstrengungen um die Küstenwächter zu jagen, die während des wichtigsten Teils der Guadalcanal-Kampagne fast ungehindert operierten.

## Nach den Landungen
Buka und Bougainville waren fest in japanischer Hand. In der Buka-Passage begrüßten oder akzeptierten die meisten Einheimischen die Ankunft der Japaner. Viele Außenstehende nahmen an, dass sie in den Japanern die Erfüllung der Prophezeiungen von Pako und Sanop (Cargo-Propheten) gesehen hatten und dass bald Geschichten im Umlauf sein würden, dass der japanische „König“ kommen würde, um Cargo an die Menschen auszugeben. Doch letztendlich war es nur eine Machtverschiebung von den Australiern zu den Japanern, die mit harter Hand regierten.
Die australischen Küstenwächter, die in das Royal Australian Naval Volunteer Reserve berufen wurden, in der Hoffnung, dass dies bei ihrer Gefangennahme einen gewissen Schutz gemäß der Genfer Konvention bieten könnte, und die Truppen der AIF blieben, um die japanischen Land-, See- und Luftaktivitäten zu beobachten. So konnten sie vor feindlichen Schifffahrtsbewegungen und bevorstehenden Angriffen auf die amerikanischen Streitkräfte in Tulagi und Guadalcanal warnen. Doch als der japanische Druck auf die Küstenwächter unerträglich wurde, wurden sie im März 1943 von den amerikanischen U-Booten Gato und Guardfish von der Nordostküste evakuiert. Neben den Küstenwächtern wurden neun Frauen, 27 Kinder und drei Nonnen evakuiert.

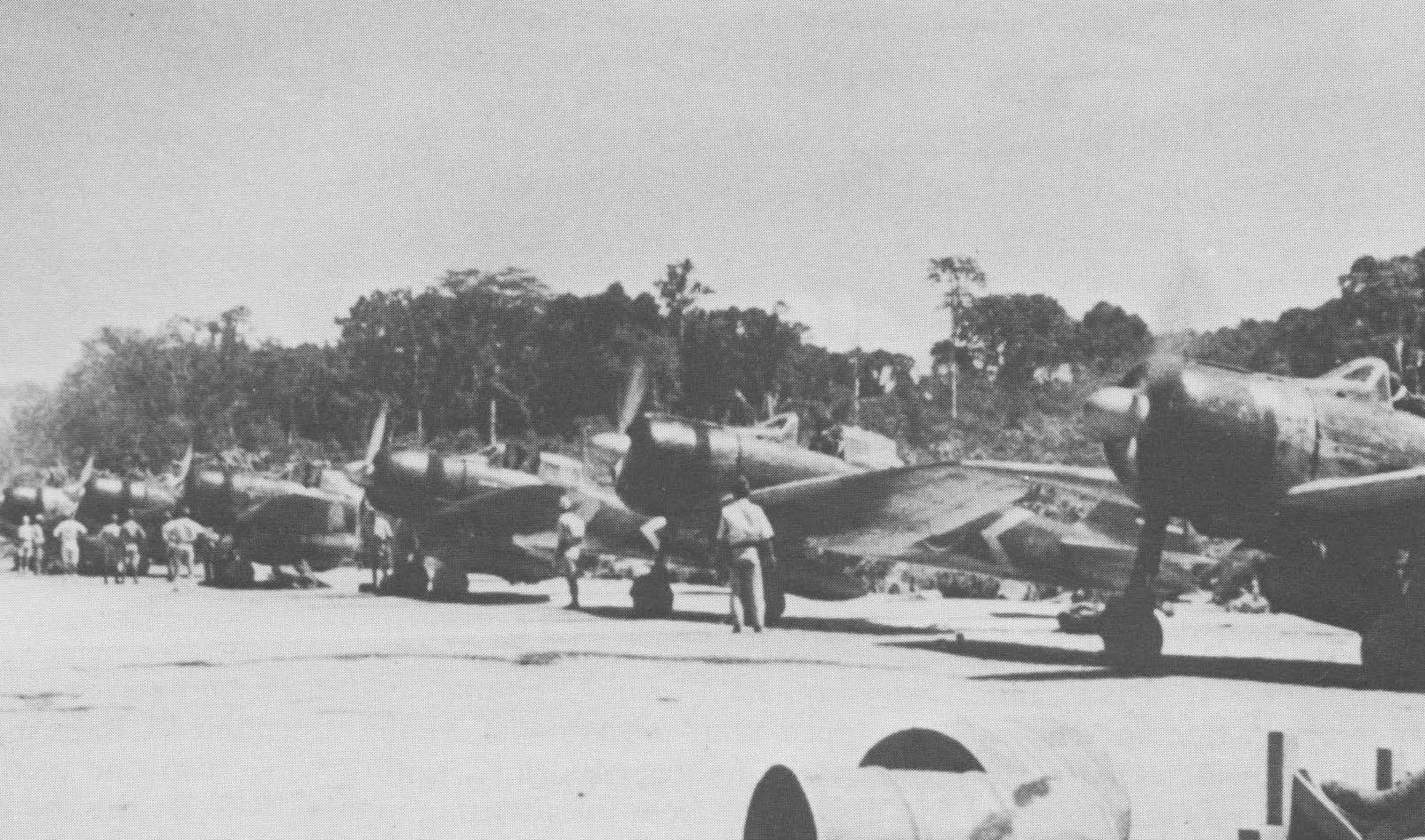
A6M Zero Jagdflugzeuge des japanischen Flugzeugträgers Zuikaku Anfang 1943 in Buin, Bougainville.

Der Flugplatz in Buka wurde von den Japanern nach der Landung der Amerikaner auf Guadalcanal im August 1942 rasch ausgebaut und verfügte über ein Kraftwerk, unterirdische Kraftstofftanks und eine 700 m lange Landebahn, die mit einer Mischung aus zerkleinerten Korallen und Asphalt überzogen war. Ende 1943 hatten die Japaner auch Flugplätze in Kahili, Ballale, Kara und Bonis fertiggestellt. Ein weiterer Flugplatz in Kieta war im Bau. Der von starkem Regen und alliierten Luftangriffen beschädigte Flugplatz in Kahili war allerdings Ende Oktober 1943 kaum noch nutzbar.
Mitte 1943 hatten die Japaner auf Bougainville über 25.000 Soldaten der 17. Armee unter General Hyakutake Seikichi, sowie über 12.000 Marine-Mitarbeiter stationiert.
Im Juni 1943 starteten die Amerikaner die Schlacht um die Nördlichen Salomonen und landeten am 1. November beim Kap Torokina auf Bougainville (→ Landung auf Bougainville) und die Inseln waren ab Mitte Februar 1944 wieder von den Japanern befreit.